# Bruder Klaus (Eschlikon)

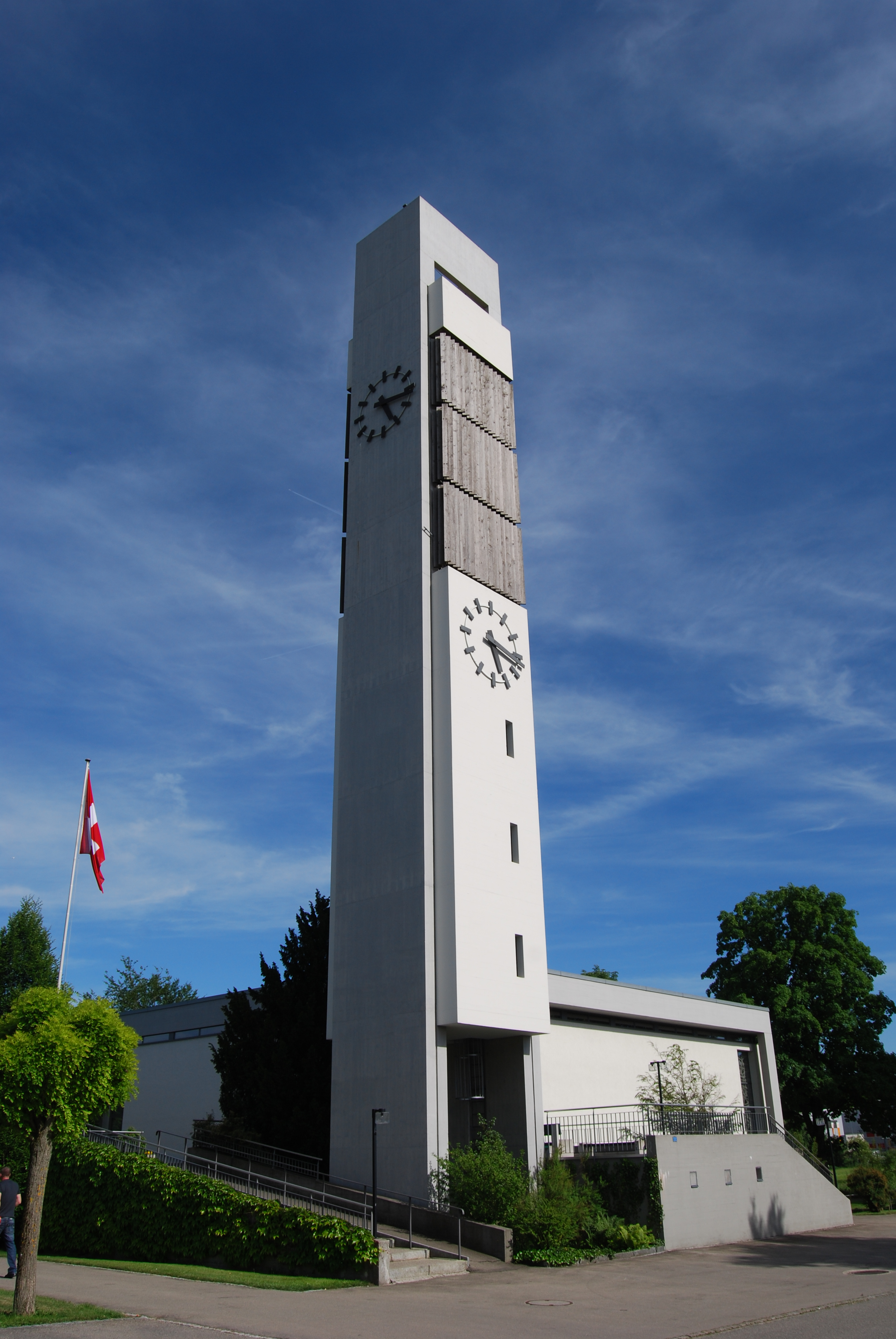
Kirche Bruder Klaus Eschlikon

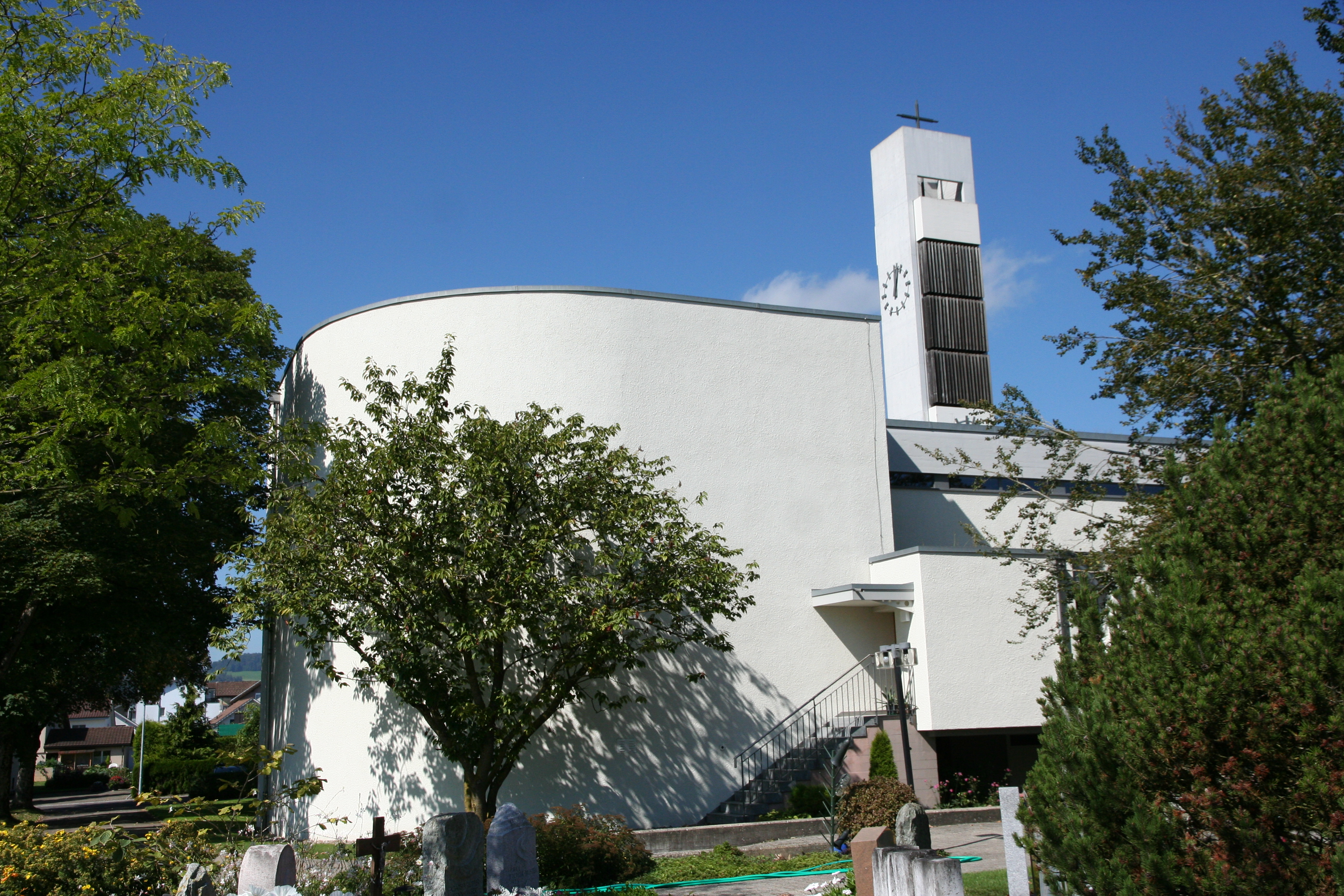
Ansicht von Südost

Die Kirche Bruder Klaus ist die römisch-katholische Kirche von Eschlikon im Kanton Thurgau. Eschlikon gehört zur Pfarrei Sirnach-Eschlikon.

## Entstehungs- und Baugeschichte
Bereits in den 1930er Jahren bestand der Wunsch bei den Eschliker Katholiken, ein eigenes Gotteshaus zu erhalten. 1936 wurde aus diesem Grunde der Kirchbauverein Eschlikon-Wallenwil gegründet. Nach dem Zweiten Weltkrieg wuchs die Zahl der Katholiken in Eschlikon an, sodass das Bauvorhaben für eine eigene Kirche neuen Auftrieb erfuhr. 1947 und 1959 wurde der Boden für die Kirche samt Friedhof erworben. 1959 begannen die Vorarbeiten, und 1962 genehmigte die Kirchgemeindeversammlung den Bau der Bruder-Klaus-Kirche nach Plänen des Architekten Otto Sperisen, der zeitgleich im zürcherischen Urdorf mit seinem Bruder die ebenfalls dem hl. Bruder Klaus gewidmete Kirche Bruder Klaus errichtete. Am 19. Mai 1963 erfolgte die Grundsteinlegung durch Dompropst Gustav Lisibach. Am 14. Juni 1964 weihte der Bischof von Basel, Franziskus von Streng, die Bruder-Klaus-Kirche ein. 1970 wurde ein Saal unter der Kirche eingerichtet, der jedoch bei der Neugestaltung des Untergeschosses in den Jahren 2001–2002 ersetzt wurde. 2006 erfolgte eine Aussensanierung, 2007 wurde das Innere der Kirche renoviert.

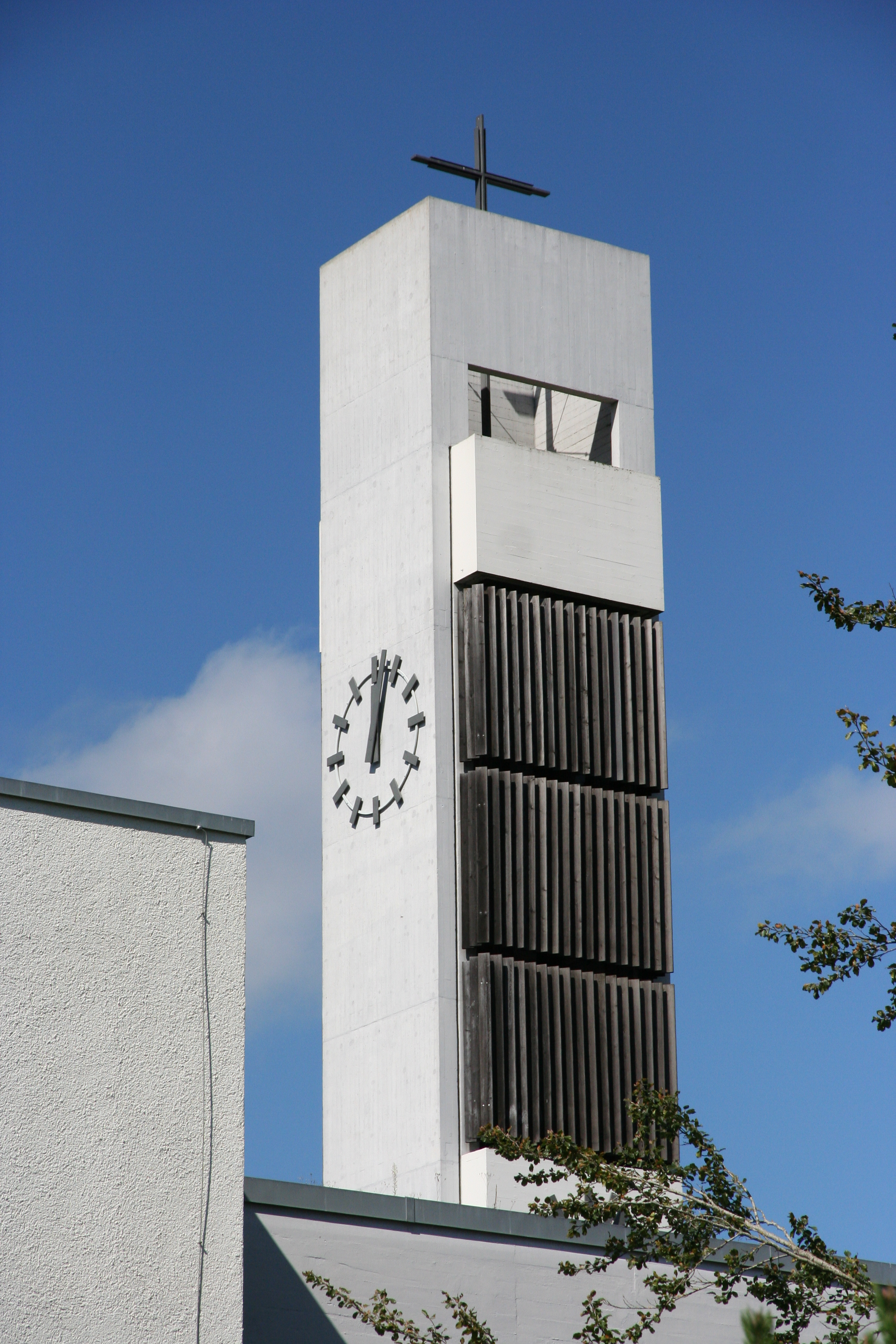
Glockenstube

## Baubeschreibung

### Kirchturm und Äusseres
Die Kirche Bruder Klaus befindet sich im Ortszentrum an der Ecke Wiesen- und Hilagstrasse. Der frei stehende Kirchturm besitzt schlicht gestaltete Turmseiten aus Sichtbeton. Auf drei Seiten ist eine Turmuhr angebracht, zwei Seiten besitzen die Schallöffnungen der Glockenstube. Diese sind mit Holzlamellen verkleidet, deren Dreizahl auf die Trinität verweist. Die vier Glocken wurden von Emil Eschmann 1963 gegossen und erklingen in der Tonfolge es, g, b, c. Aussen wie innen ist die Kirche in gemässigt modernem, sachlich-nüchternem Stil gestaltet. Über eine Freitreppe gelangt der Besucher zum Kirchenportal. Auf dem hellen Holz der Türen ist das Christus-Wort zu lesen: «Ich bin die Tür. Wer durch mich hineingeht, wird gerettet werden.» Über der Inschrift ist ein stilisiertes Kreuz dargestellt. Links vom Portal ist der Grundstein angebracht, auf dem das Bruder-Klaus-Rad gezeigt wird.

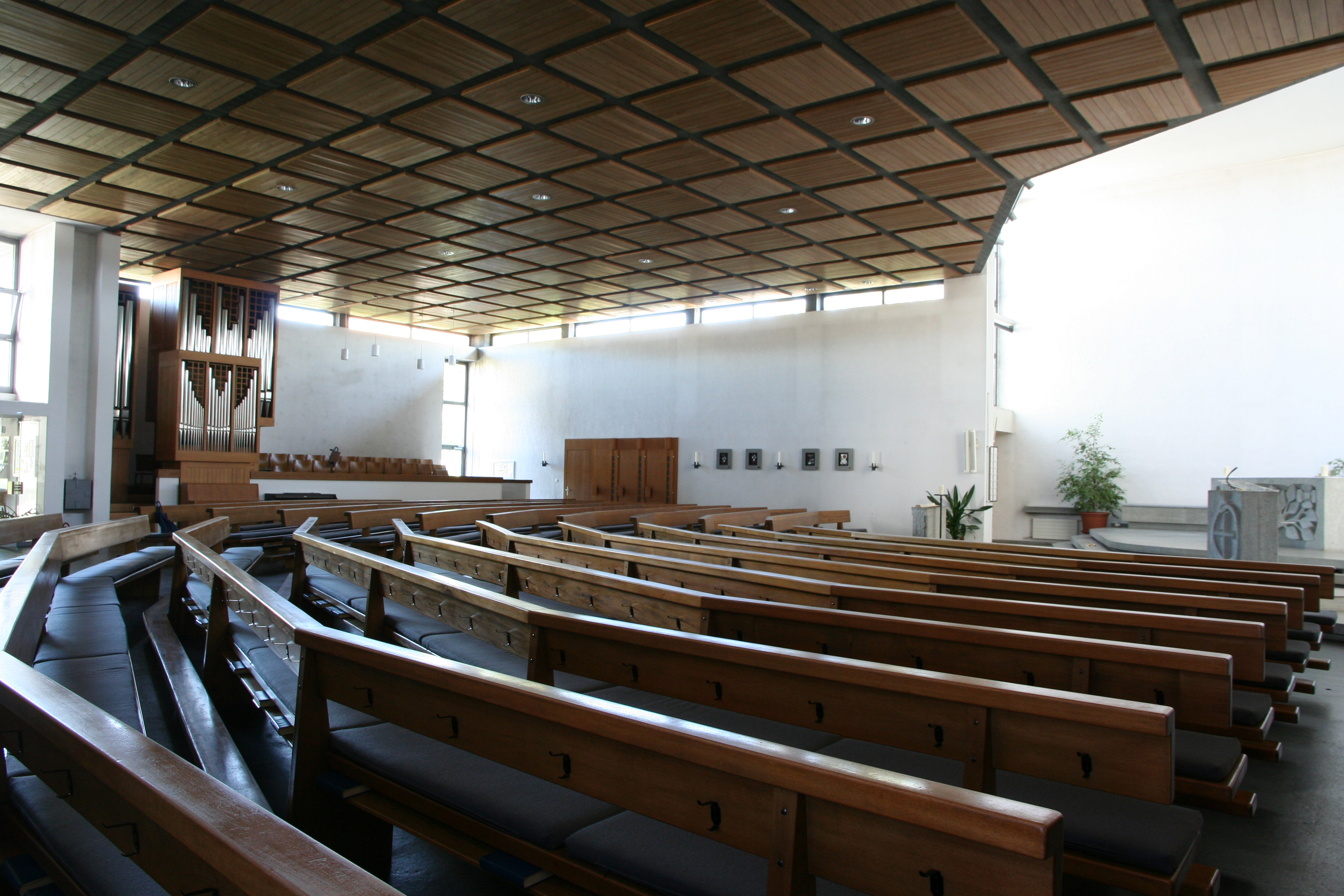
Innenansicht

### Innenraum und künstlerische Ausstattung
Der Kirchenraum besitzt einen rechteckigen Grundriss, an den auf der südöstlichen Seite der Altarraum mit gerundeter Chorwand angebaut wurde. Der Altarraum ist durch vier Stufen vom Kirchenraum abgehoben. Durch den Mittelgang schreitet der Besucher direkt auf den Altar und den an der Chorwand dahinter angebrachten Tabernakel zu. Oberhalb des Tabernakels ist ein Kruzifix mit Corpus angebracht.
Die Decke der Kirche ist mit dunklen, quadratischen Holzplatten verkleidet. Zur ursprünglichen Ausstattung der Kirche gehören die Buntglasfenster, die vom Freiburger Künstler Yoki Aebischer im Jahr 1964 gestaltet wurden. Das südliche Fenster zeigt die Visionen des hl. Bruder Klaus. Oben ist das Gottesantlitz dargestellt, im mittleren Bereich sind der Rosenkranz und der Stab des Heiligen zu sehen, im unteren Feld verweisen die Taube und das Schwert auf die Friedensmission des hl. Bruder Klaus. Das zweite Fenster ist beim Marienbildnis angebracht. Dieses zweite Glasfenster zeigt von oben nach unten eine Waage und eine Säge, dann einen Krug samt Becher und ein Brot, unten ist ein Kreuz zu sehen.
Im Altarraum befindet sich der Altar in der Mitte. Er zeigt auf seiner Frontseite den Baum des Lebens samt einem Pfau. Auf der Vorderseite des Ambos, der bei der Kirchensanierung neu platziert wurde, finden sich ein Kreuz sowie eine Schlange, die sich in den Schwanz beisst, was auf die Ewigkeit der christlichen Verheissung verweist. Als Besonderheit befindet sich auf der linken Seite des Altars ein Lesepult, auf dem die Bibel ruht. Auf der Vorderseite des Pultes sind die sieben Siegel zu entdecken, eine Anspielung auf die Offenbarung des Johannes.
Zu den jüngeren Ausstattungsgegenständen gehören zwei Bronzestatuen. Die erste ist beim Kircheneingang angebracht und zeigt den hl. Antonius von Padua, wie er den Armen Brot verteilt. Die zweite Statue zeigt den Patron der Kirche, den hl. Bruder Klaus, wie er die Hände zum Gebet ausbreitet und zum Himmel emporschaut. Aufgestellt ist die Bruder-Klaus-Statue beim Reliquiar auf der Südseite des Raumes.

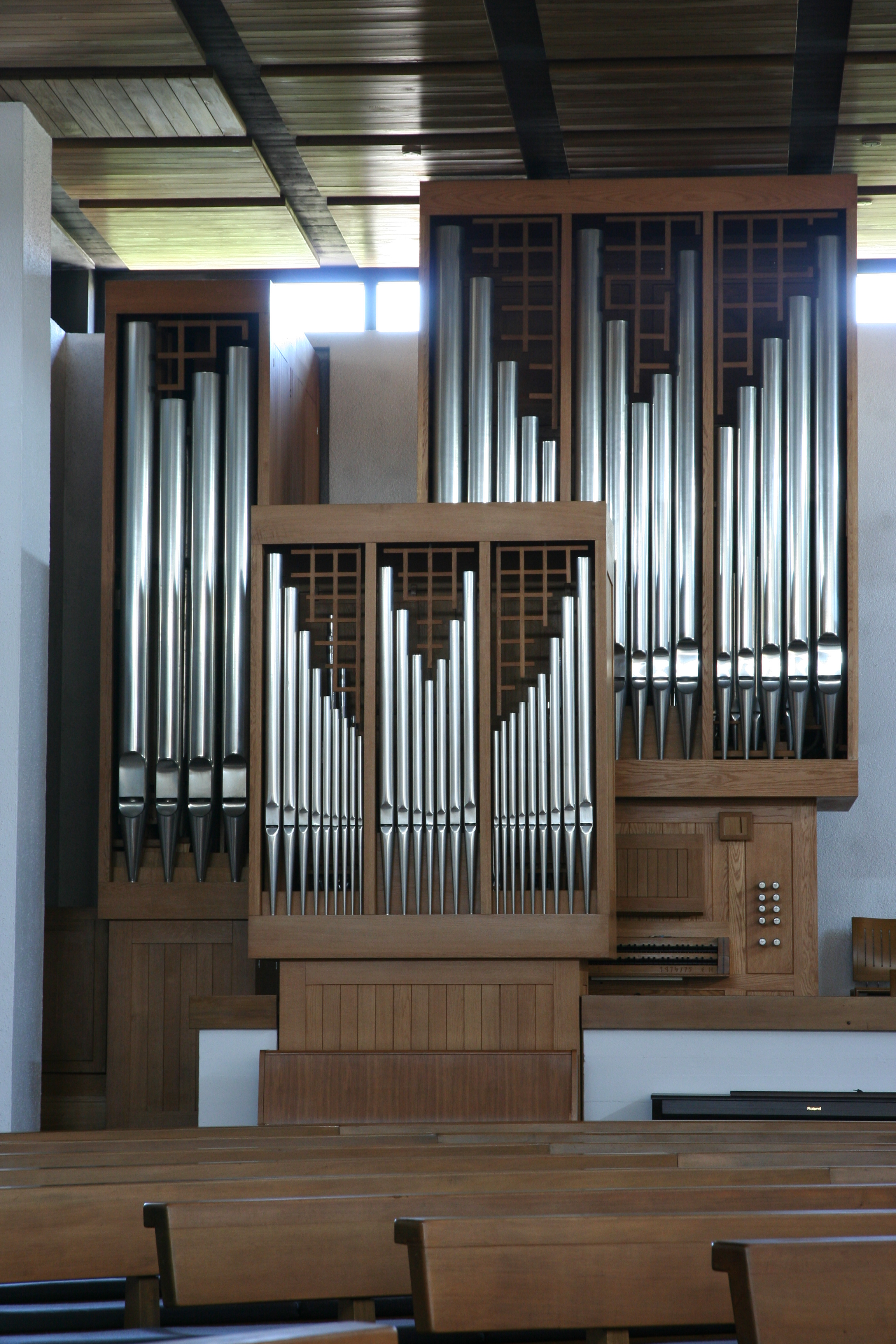
Hauser-Orgel von 1975

### Orgel

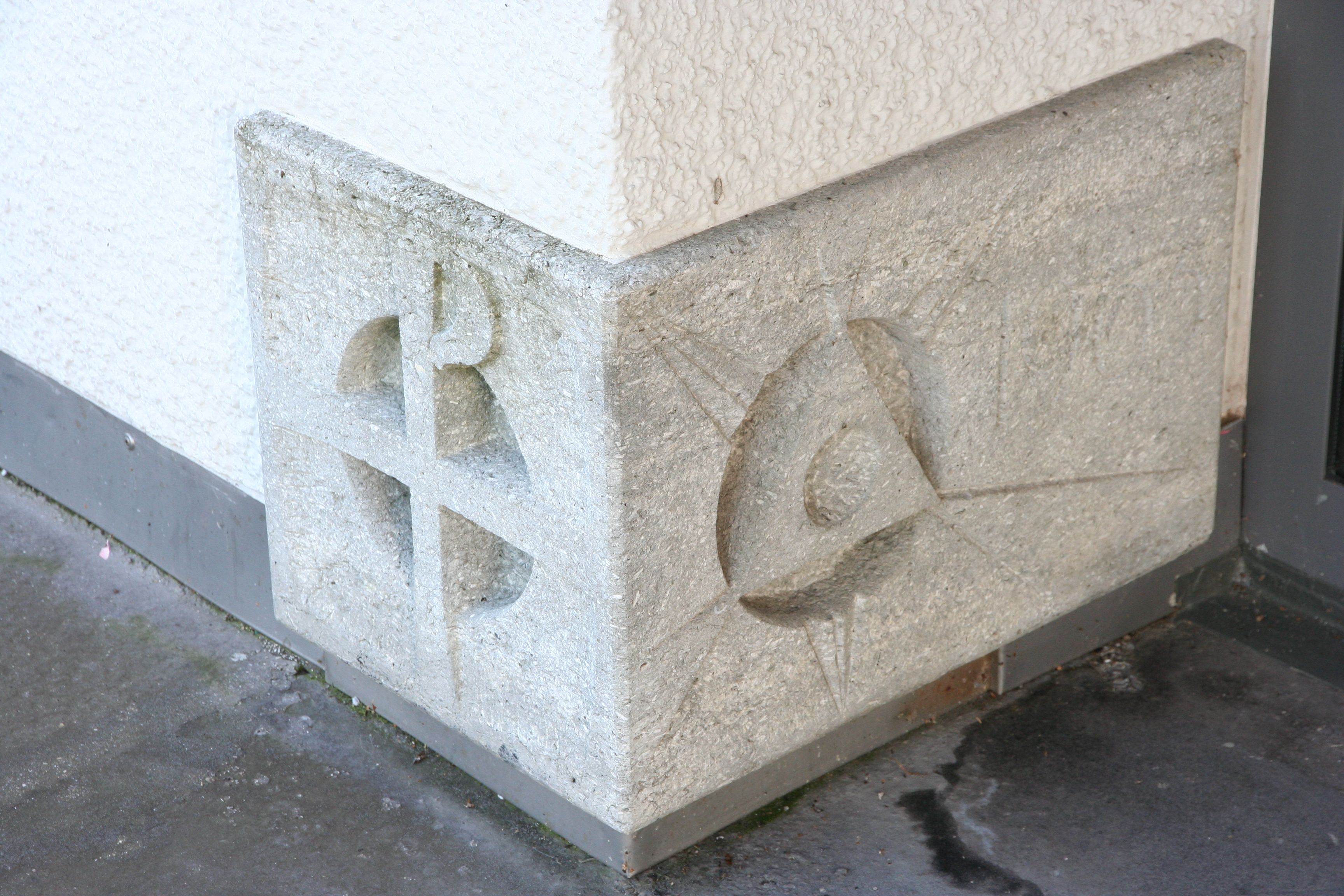
Grundstein
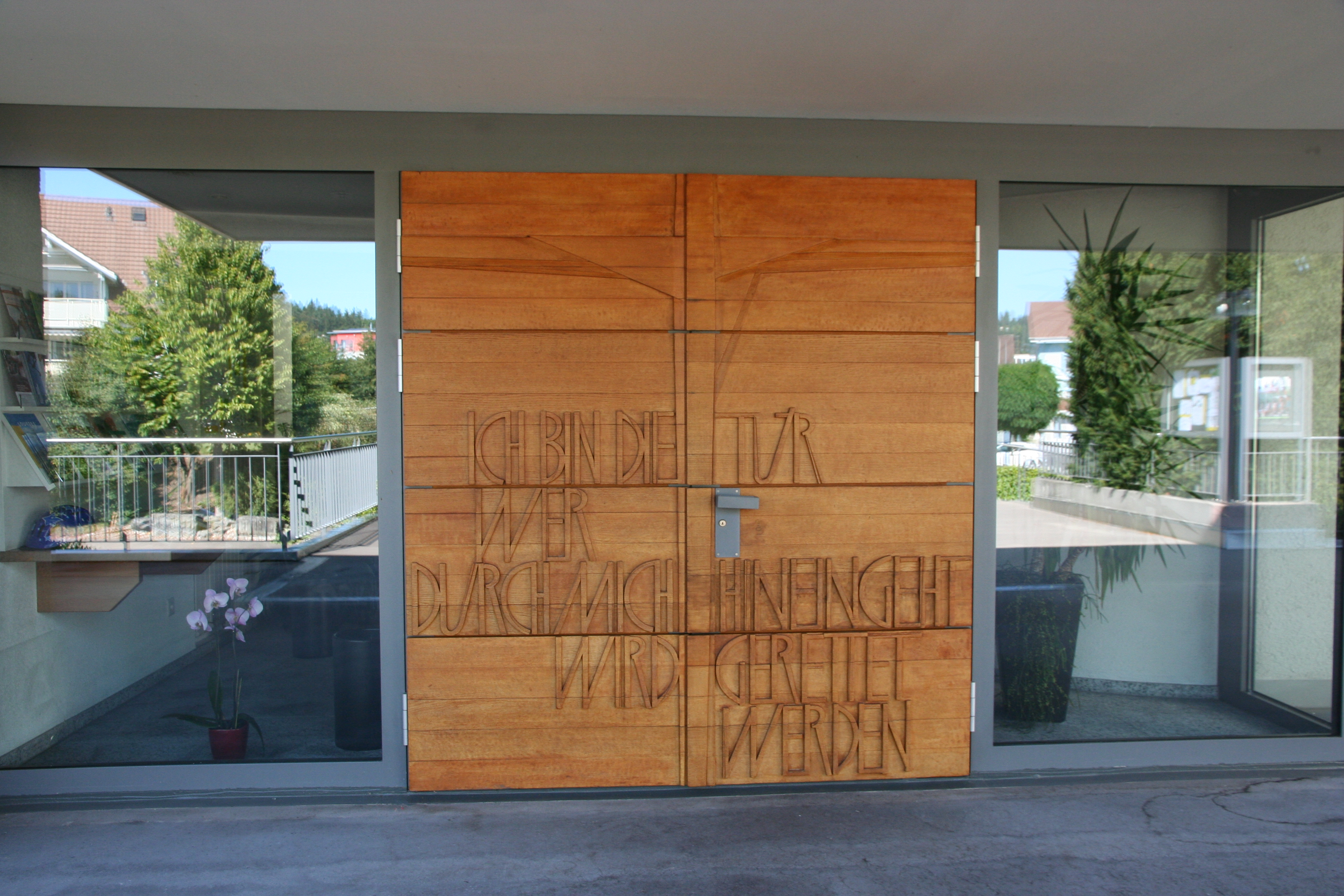
Kirchenportal

Die Kirche erhielt zunächst eine Interimsorgel von Hans Späth, Rapperswil SG. Dieses Instrument wurde 1975 nach Zuckenriet versetzt. Ihre heutige Orgel bekam die Kirche im Jahr 1975. Gefertigt wurde sie von Eugen Hauser aus Schmerikon. Es handelt sich um ein Instrument mit 19 Registern, das auf einem etwas erhöhten Platz im rückwärtigen Raum der Kirche aufgestellt wurde. Die rechteckigen und quadratischen Formen des Kirchenraumes werden vom Orgelprospekt aufgenommen. Das in Eichenholz gefertigte Gehäuse gruppiert die Register in ein Rückpositiv, ein Haupt- sowie ein Pedalwerk. Bei einer Revision im Jahr 1995 wurden einige Register überarbeitet. Die Disposition lautet:
| I Rückpositiv C–g3 |       |
| Holzgedackt        | 8′    |
| Prästant           | 4′    |
| Rohrflöte          | 4′    |
| Prinzipal          | 2′    |
| Quinte             | 1 ⁄3′ |
| Scharf IV          | 1′    |
| Krummhorn          | 8′    |
| Tremulant          |       |

| II Hauptwerk C–g3 |                |
| Prinzipal         | 8′             |
| Hohlflöte         | 8′             |
| Gemshorn          | 8′             |
| Octav             | 4′             |
| Gedacktflöte      | 4′             |
| Sesquialtera      | 2 ⁄3′ + 1 3⁄5′ |
| Octav             | 2′             |
| Mixtur III        | 1 ⁄3′          |

| Pedalwerk C–f1 |     |
| Untersatz      | 16′ |
| Octavbass      | 8′  |
| Octav          | 4′  |
| Trompete       | 8′  |

- Koppeln als Tritte
- Schweifwindladen
- mechanische Trakturen

- Grundstein
- Kirchenportal